# Un giorno da ricordare
Un giorno da ricordare (Two Bits) è un film del 1995 diretto da James Foley.
Il titolo originale, Two bits, è uno slang americano che indica la somma di 25 cent.

## Trama
Grande depressione: nell'estate del 1933 a Filadelfia il dodicenne Gennaro sente per strada l'annuncio dell'apertura per quella sera di un cinema con l'aria condizionata e comincia a darsi da fare per trovare i 25 centesimi del biglietto. La madre, impegnata a mandare avanti la famiglia, non può aiutarlo. Potrebbe darglieli il nonno, che però glieli ha promessi solo dopo la sua morte. Gira allora per il quartiere alla ricerca di lavoretti occasionali e va incontro a strane, impreviste avventure. Torna a casa proprio quando il nonno, colpito da infarto, sente di essere in fin di vita.
Chiede allora al nipote di fargli un grosso piacere, promettendogli del denaro: in gioventù, dovendo mantenere la verginità fino al matrimonio, aveva trascurato la fidanzata illudendo una paesana con una falsa promessa di matrimonio e invece abbandonandola subito dopo che gli si era concessa. Due anni più tardi la donna si era sposata, ma era stata picchiata dal marito, che, durante la prima notte di nozze, aveva scoperto la verità. Il vecchio, in preda ai rimorsi, chiede al nipote di andare a portarle da parte sua una richiesta di perdono.
Assolto il compito e ottenuto il perdono per il nonno, Gennaro corre al cinema, ma è in ritardo e, a spettacolo iniziato, il prezzo del biglietto raddoppia. Torna di nuovo a casa, e il nonno, in punto di morte, lo esorta a non smettere mai di desiderare. Dopo aver chiuso gli occhi per sempre, lascia cadere dalla mano la moneta mancante. Gennaro lo abbraccia nell'ultimo momento di vita e poi si precipita di nuovo al cinema, dove finalmente riesce ad entrare.